# ロイヤル・エアクラフト・エスタブリッシュメント
ロイヤル・エアクラフト・エスタブリッシュメント (Royal Aircraft Establishment; RAE) とは、イギリスの研究施設。直訳で、王立航空機関だが、王立航空協会や王立航空研究所などと訳されることがある。一時はイギリス国防省 (MOD) の下位組織で、イギリス空軍やイギリス海軍に発注された航空機はRAEで必ず検査された。

## 概要
ハンプシャーのファーンバラに気球を製造するバルーン・ファクトリーが設けられ、1911年にロイヤル・エアクラフト・ファクトリーへ名称を変えた。ファーンバラでイギリス陸軍飛行船 No 1などサミュエル・コーディによるイギリス初の航空機の飛行が成功した。
第一次世界大戦ではRAF S.E.5をはじめとするイギリス陸軍航空隊向けの航空機が開発された。1918年にイギリス空軍の設立に伴い、ロイヤル・エアクラフト・エスタブリッシュメントへと名称を変えた。1946年にはベッドフォードシャーに移転した。
マーリン・エアクラフト・エクスペリメンタル・エスタブリッシュメントは、第二次世界大戦の始まりの頃にRAEと合併した。そして、サフォークのフェリクストウからスコットランドのヘレンズバラに移転した。
第二次大戦中にはロイヤル・エアクラフト・エスタブリッシュメントのベアトリス・シリング (Beatrice Tilly Shilling) が、ロールス・ロイス マーリンの欠陥を克服するのに成功した。
戦後は1960年代頃までロケット・プロジェクトを行った。それらにはイギリス初の人工衛星投入に成功したブラック・アローがある。
1988年にロイヤル・エアロスペース・エスタブリッシュメントに名称を変え、1991年には他の研究機関と統合され、ディフェンス・リサーチ・エージェンシー（国防研究庁）となった。1995年には国防省の他組織と合併され、ディフェンス・エバリュエーション・アンド・リサーチ・エージェンシー（国防評価研究庁または国防評価研究所）になった。
2001年に組織の一部を民営化されることとなり、国営のディフェンス・サイエンス・アンド・テクノロジー・ラボラトリー（国防科学技術研究所）とQinetiQ（キネティク）になっている。